# Ishma-Dagan
Ishma-Dagan va ser un governant de la ciutat i regne de Mari, un dels coneguts com a shakkanakku a l'època en què l'Imperi d'Accad havia conquerit Mari. Era fill d'un altre governador militar anomenat Shu-Dagan.
Segons sembla, aquest i altres shakkanakku van exercir un poder polític més o menys independent que probablement reconeixia l'autoritat d'una potència superior, Accad. Segons les llistes dinàstiques que s'han trobat a Mari, Ishma-Dagan va governar durant quaranta-cinc anys, i va ser el tercer governador militar. Sembla que va ser contemporani del rei d'Accad Xar-Kali-Xarri. Va tenir dos fills, que el van succeir al tron també com a shakkanakku, Nur-Mer i Ishtub-El.
Es coneixen unes tauletes d'Ishtub-El on diu que el seu pare Ishma-Dagan, va construir un temple dedicat al déu "Senyor del País".